# Bijawar
Bijawar è una suddivisione dell'India, classificata come nagar panchayat, di 18.412 abitanti, situata nel distretto di Chhatarpur, nello stato federato del Madhya Pradesh. In base al numero di abitanti la città rientra nella classe IV (da 10.000 a 19.999 persone).

## Geografia fisica
La città è situata a 24° 37' 60 N e 79° 30' 0 E e ha un'altitudine di 397 m s.l.m..

## Società

### Evoluzione demografica
Al censimento del 2001 la popolazione di Bijawar assommava a 18.412 persone, delle quali 9.732 maschi e 8.680 femmine. I bambini di età inferiore o uguale ai sei anni assommavano a 2.988, dei quali 1.596 maschi e 1.392 femmine. Infine, coloro che erano in grado di saper almeno leggere e scrivere erano 10.775, dei quali 6.429 maschi e 4.346 femmine.